# Zimní olympijské hry 1956
Zimní olympijské hry 1956 (oficiálně VII. zimní olympijské hry) probíhaly od 26. ledna do 5. února v Italském městě, Cortina d'Ampezzo. Tyto hry byly unikátní z několika důvodů: všechna sportoviště až na jedno byly od sebe velmi málo vzdálené, hry byly první, které se spoléhaly na sponzory, a byly první zimní olympijské hry, které se vysílaly v televizi.
Her se zúčastnilo celkem 32 zemí. Nejpočetnější výpravu vyslal Sovětský svaz. Sověti také získali nejvíce medailí. Tyto ZOH byly jedny z mála her vůbec, na které neměla vliv politická situace v zúčastněných zemích.

## Volby pořadatele
Jako první dostal myšlenku na pořádání ZOH v Cortině lyžař Alberto Bornacossa a jeho manželka, Maria, v roce 1925. Přesvědčili Cortinskou městskou radu k podání přihlášky k volbám pořadatelského města pro hry 1944. Během 38. Kongresu MOV Londýně v roce 1939 se Cortina pořadatelským městem stala, ale hry v roce 1944 byly kvůli II. světové válce zrušeny. Na konci války, hraběte Bornacossa okamžitě kontaktoval Mezinárodní olympijský výbor a zažádal o pořadatelství ZOH v roce 1952. To však získalo norské hlavní město Oslo. Tak Cortina zažádala o hry 1956. Další žadatelé byli Montreal s Quebecem, Colorado Springs a Lake Placid. O hostitelském městě se rozhodlo na 43. kongresu MOV v Římě, 29. dubna 1949.
| Město                      | Země   | 1. kolo |
| Cortina d'Ampezzo          | Itálie | 31      |
| Montreal, Quebec           | Kanada | 7       |
| Colorado Springs, Colorado | USA    | 2       |
| Lake Placid                | USA    | 1       |

## Organizace
Zimní olympiádu v roce 1956 organizoval speciální výbor složený z členů Italského olympijského výboru a italské vlády. Do předchozích her v Oslu roku 1952 byla vyslána zvláštní delegace s jasným úkolem, přivézt co nejvíce užitečných informací. Nejdůležitější věc, kterou zjistili bylo, že sportovní zařízení nesplňovalo olympijské normy. V Cortině např. nebyl zimní stadion, nebo rychlobruslařská dráha. Sjezdovky byly ve velmi špatném stavu, stejně tak skokanský můstek a bobová dráha, dalším problémem byla infrastruktura. Cortina byla ještě v roce 1950 velmi malá vesnice. Aby město zvládlo nápor návštěvníků, musely být vystavěny nové silnice a železniční tratě atd. Musela být také velmi výrazně zlepšena kanalizace. Italská vláda na vylepšení infrastruktury poskytla 460 milionů lir. Organizační výbor byl zodpovědný za sehnání zbytku finančních prostředků na organizaci her.
Tyto hry byly jako první ZOH v historii vysílané v televizi a také první, u kterých zaplatili sponzoři nezanedbatelnou část nákladů. Například, „oficiálním“ autem těchto her byly vozy značky Fiat. Tyto hry byly vysílány ve 22 zemích.

## Soutěže a Ceremoniály
Program her v roce 1956 zahrnoval 22 soutěží ve 4 sportech. Soutěží bylo stejně a sportů o dva méně než předchozí olympiáda v Oslu. Sovětský svaz zažádal o zařazení do programu rychlobruslení žen, ale MOV to na 49. kongresu v Athénách roku 1954 zamítl.

### Zahajovací ceremoniál
Zahajovacího ceremoniál začal v 11:30 ve čtvrtek 26. ledna 1956. Probíhal na zimním stadionu, který měl kapacitu 12 000 lidí. Nejdříve se na stadionu objevili sportovci. Signor Giovanni Gronchi, premiér Itálie prohlásil hry za zahájené. Těsně po vyřčení zahajovací formule se na stadion přijel rychlobruslař Guido Caroli s olympijským ohněm. Během bruslení na okruhu se přihodilo malé faux pas, zakopl o televizní kabel a spadl. Avšak nebyl zraněn a pochodeň nezhasla. Rychle se dostal dostat zpátky na nohy. Slib za sportovce řekla Giuliana Chenal-Minuzzo. a stala se tak první ženou, která to udělala. Slavnostní zákončení ceremoniálu proběhlo ve 12:27 odchodem sportovců.

### Boby
Na VII ZOH byly dvě bobové soutěže, mužský dvoj- a čtyřbob. Každá země mohla mít v jedné soutěži maximálně dva týmy. Každý tým jel čtyřikrát a časy se sčítaly. Dominovali zde Italové, kteří dosud soutěžili na všech bobových soutěžích, ale zatím nezískali ani jednu medaili v Cortině získali celkem tři, jedno zlato a dvě stříbra. Ve dvojbobu získali zlato a stříbro, třetí skončili Švýcaři a čtvrtí Španělové. Ve čtyřbobu, který probíhal o týden později, získali Švýcaři svoje celkově čtvrté olympijské zlato. Stříbro brali Italové a bronz USA.

### Lední hokej
Hokejový turnaj v Cortině sloužil také jako mistrovství světa i Evropy. Deset týmů bylo nejprve rozděleno do tří skupin, kde hrál každý s každým. První dva týmy z každé skupiny postoupil do finálové skupiny. Zbývající týmy hráli ve skupině o spodní příčky. Vítězi počátečních skupiny byly: Kanada, Československo a Sovětský svaz. Druzí byli: Německo, Spojené státy, a Švédsko.

### Bruslení
Tyto hry byly poslední na kterých se krasobruslařské soutěže pod širým nebem. Krasobruslení ovládli Američané, získali pět medailí, tři získali muži a dvě ženy. Soutěže žen doslova patřily Tenley Albright, i přesto, že krátce před soutěžemi se vážně zranila. V soutěži dvojic bral zlato pár z Rakouska.
Soutěže rychlobruslařů zase zcela ovládli Sověti, získali sedm medailí z dvanácti možných, překonali dva světové a jeden olympijský rekord, další olympijský rekord, a měl alespoň jeden medailistka v každé ze čtyř akcí. Nejlepší sportovec byl Jevgenij Grishin získal dvě zlata a byl to on, kdo překonal ty dva světové rekordy.

### Lyžování
Na těchto hrách se v alpském lyžování konalo 6 soutěží, 3 mužské a 3 ženské. V mužských soutěžích vyhrál všechny tři závody Rakušan Toni Sailer a stal se tak prvním lyžařem, který získal na jedné olympiádě tři zlata.
Finové objevili nový styl skoků na lyžích, tzv. „véčko“ který se používá dodnes. Díky tomuto stylu získali zlato a stříbro Antti Hyvärinen a Aulis Källakorpi.

### Závěrečný ceremoniál
Závěrečný ceremoniál se konal 5. únor a začal v 5:00 odpoledne. Ve stejném stadionu, ve kterém se konalo zahájení. Nejdříve se konala krasobruslařská exhibice. Poté přišli vlajkonoši poslední Řecko a USA. Řecko, kvůli tomu, že tam OH vznikly a USA, protože příští ZOH se konají tam. Avery Brundage, předseda MOV prohlásil tyto hry za ukončené.

## Stadiony
Cortinské hry byly unikátní v tom, že všechny sportovní stánky, kromě rychlobruslení se nacházely relativně blízko od sebe

## Kalendář soutěží
| ÚC | Úvodní ceremoniál | ● | Soutěžní den disciplíny | 1 | Finále disciplíny | ZC | Závěrečný ceremoniál |

| Leden/Únor         | 26. Čt | 27. Pá | 28. So | 29. Ne | 30. Po | 31. Út | 1. St | 2. Čt | 3. Pá | 4. So | 5. Ne | Finále |
| ------------------ | ------ | ------ | ------ | ------ | ------ | ------ | ----- | ----- | ----- | ----- | ----- | ------ |
| Ceremoniály        | ÚC     |        |        |        |        |        |       |       |       |       | ZC    |        |
| Alpské lyžování    |        | 1      |        | 1      | 1      | 1      | 1     |       | 1     |       |       | 6      |
| Běh na lyžích      |        | 1      | 1      |        | 1      |        | 1     | 1     |       | 1     |       | 6      |
| Boby               |        | ●      | 1      |        |        |        |       |       | ●     | 1     |       | 2      |
| Krasobruslení      |        |        |        | ●      | ●      | ●      | 1     | 1     | 1     |       |       | 3      |
| Lední hokej        | ●      | ●      | ●      | ●      | ●      | ●      | ●     | ●     | ●     | 1     |       | 1      |
| Rychlobruslení     |        |        | 1      | 1      | 1      | 1      |       |       |       |       |       | 4      |
| Severská kombinace |        |        |        | ●      |        | 1      |       |       |       |       |       | 1      |
| Skoky na lyžích    |        |        |        |        |        |        |       |       |       |       | 1     | 1      |
| Celkem disciplín   |        | 2      | 3      | 2      | 3      | 3      | 3     | 2     | 2     | 3     | 1     | 24     |
| Kumulativní součet |        | 2      | 5      | 7      | 10     | 13     | 16    | 18    | 20    | 23    | 24    |        |

## Počet medailí podle údajů mezinárodního olympijského výboru
| Pořadí | Země                           | Zlato | Stříbro | Bronz | Celkem |
| 1      | Sovětský svaz (URS)            | 7     | 3       | 6     | 16     |
| 2      | Rakousko (AUT)                 | 4     | 3       | 4     | 11     |
| 3      | Finsko (FIN)                   | 3     | 3       | 1     | 7      |
| 4      | Švýcarsko (SUI)                | 3     | 2       | 1     | 6      |
| 5      | Švédsko (SWE)                  | 2     | 4       | 4     | 10     |
| 6      | Spojené státy americké (USA)   | 2     | 3       | 2     | 7      |
| 7      | Norsko (NOR)                   | 2     | 1       | 1     | 4      |
| 8      | Itálie (ITA)                   | 1     | 2       | 0     | 3      |
| 9      | Tým sjednoceného Německa (EUA) | 1     | 0       | 1     | 2      |
| 10     | Kanada (CAN)                   | 0     | 1       | 2     | 3      |
| 11     | Japonsko (JPN)                 | 0     | 1       | 0     | 1      |
| 12     | Maďarsko (HUN)                 | 0     | 0       | 1     | 1      |
| 12     | Polsko (POL)                   | 0     | 0       | 1     | 1      |
| Total  | Total                          | 25    | 23      | 24    | 72     |

### Zúčastněné země
Na těchto olympijských hrách soutěžilo celkem 821 sportovců z 32 zemí. Výběry ze Sovětského svazu, Bolívie a Íránu na ZOH soutěžily na ZOH poprvé. Týmy Severní Korey, Lichtenštejnska a Turecka se na zimní olympiádu vrátily po vynechání ZOH 1952. Argentina, Dánsko, Nový Zéland ani Portugalsko na těchto hrách nesoutěžily, přestože v Oslu 1952 byly. Západní Německo (SRN) a Východní Německo (NDR) spolu soutěžili jako Spojený tým Německa, stejně jako na dalších dvou olympiádách, k rozdělení na dva týmy došlo až v Grenoblu 1968.
| - Austrálie - Rakousko - Belgie - Bolívie - Bulharsko - Kanada - Chile - Československo - Finsko - Francie - Spojené království |  | - Řecké království - Německo - Maďarsko - Írán - Island - Itálie - Japonsko - Jižní Korea - Libanon - Lichtenštejnsko - Nizozemsko |  | - Norsko - Polsko - Rumunsko - Španělsko - Švýcarsko - Švédsko - Turecko - USA - Sovětský svaz - Jugoslávie |